# قرار مجلس الأمن التابع للأمم المتحدة رقم 111
قرار مجلس الأمن التابع للأمم المتحدة رقم 111، الذي تم اعتماده بالإجماع في 19 يناير 1956، أشار إلى أنه وفقا لرئيس أركان هيئة الأمم المتحدة لمراقبة الهدنة في فلسطين، فإن إسرائيل تنتهك بشكل مباشر اتفاق الهدنة العام وأن هناك تدخل من قبل السلطات السورية مع نشاطات إسرائيلية على بحيرة طبرية. ورأى المجلس أن هذا التدخل لا يبرر بأي حال تصرفات إسرائيل وأدانها.
وطالب المجلس كلا الجانبين بالوفاء بالتزاماتهما بموجب اتفاق الهدنة العام، وطلب من رئيس الأركان متابعة اقتراحاته لتحسين الوضع في المنطقة، ودعا إلى التبادل الفوري لجميع السجناء العسكريين ودعا الجانبين للعمل مع رئيس الأركان.